# 威尔·惠顿
理查德·威廉·惠顿三世（英語：Richard William Wheaton III，1972年7月29日—）是一名美国演员，博客作者，配音演员，及作家。他曾出演过一些著名的电影和电视剧，并因此为大众所熟知，他在电视剧《星际迷航：下一代》中饰演卫斯理·克拉希尔，在电影《伴我同行》中饰演戈迪·拉钱斯，在电影《校园英雄队》中饰演Joseph 'Joey' Trotta，以及电影《乌龙博士》中饰演Bennett Hoenicker。惠顿还给一些动画节目里经常客串的角色配过音，例如《少年泰坦》里的海少侠，《超级英雄军团》里的宇宙男孩，以及《Ben 10》系列里的麦克晨星（黑暗星）。他还经常在电视剧中客串出演，他在哥伦比亚广播公司（CBS）的情景喜剧《生活大爆炸》中饰演他自己，在网络剧The Guild中饰演Fawkes，电视剧《都市侠盗》中饰演Colin Mason，以及电视剧《天才之城》中饰演Dr. Isaac Parrish。此外，惠顿还在YouTube网站上与人联合创办了一个名为TableTop的桌游直播节目，他是该节目的主播。

## 早年生活
惠顿出生于1972年7月29日，出生地为加利福尼亚州伯班克。他的母亲黛布拉·诺迪恩（昵称：黛比，婚前姓氏：奥康纳）是位演员，他的父亲小理查德·威廉·惠顿是一名医学专家。 惠顿有一个弟弟，名叫杰里米，还有一个妹妹，名叫艾米。 他们俩都曾在《星际迷航：下一代》中名为《自我毁灭》的那集里出演过，但是没有在该集演职人员表中被署名。 艾米还和威尔一同出演过1987年的电影《诅咒》。

## 事业

### 早期作品
惠顿在1981年的电视电影《归乡路漫漫》中初现银幕，他首次参与制作的院线电影是动画片《鼠谭秘奇》（又译作：《勇敢鼠妈妈》），他在该片中为马丁·布利斯比（Martin Brisby）一角配音。这部动画电影改编自罗伯特·C·奥布莱恩出版于1971年的儿童读物《弗里斯比夫人和尼姆老鼠们》。惠顿在1984年的电影《最后的星球斗士》中饰演“路易斯的朋友”一角，但是这一角色有台词的部分最终被删掉了。
他因在1986年的电影《伴我同行》中饰演戈迪·拉钱斯而首度获得广泛的关注，该影片改编自斯蒂芬·金的中篇小说《总要找到你》，该小说最早发布在斯蒂芬·金1982年出版的小说集《四季奇谭》中。

### 《星际迷航》
在1987年至1991年之间，惠顿在电视剧《星际迷航：下一代》中饰演卫斯理·克拉希尔这一角色，该角色后来成为了剧中的一名常驻角色。有一些星际迷航粉表示他们不喜欢惠顿扮演的角色，他们甚至讨厌惠顿本人。关于那些人对自己的批评，威尔·惠顿有一次在接受WebTalk Radio的采访时做出了回应：
 后来，我想真正很残酷的人——像那些网络枪手一样的人真的只是少数人。近五年我重新开始去参与星际迷航相关的活动，从活动上和我交谈过的人以及在我网站给我写过电子邮件的人身上，我了解到有很多人都很喜欢这部电视剧，包括我的表演，还有我所饰演的角色。